# Заброддя (Вілейський район, Довгиніська сільська рада)
Заброддя (біл. вёска Заброддзе) — село в складі Вілейського району Мінської області, Білорусь. Село підпорядковане Довгинівській сільській раді, розташоване в північній частині області.

## Історія
У 1921–1945 роках застінок знаходилось у Польщі, у Вільнюській воєводстві, Вілейського повіту, гміні Довгиново.

## Населення
- 1921 рік - 147 люди, 28 будинки[1].
- 1931 рік - 166 люди, 29 будинки[2].